# KAT-7
KAT-7 est un radiotélescope construit dans le Cap du Nord en Afrique du Sud. Faisant partie du projet Karoo Telescope Array, il était le banc d'essai d'ingénierie du grand télescope  MeerKAT, mais il est devenu un instrument scientifique. La construction a été achevée en 2011 et il a été mis en service en 2012. Il a également servi de démonstrateur technologique pour l'Afrique du Sud en lice pour accueillir le Square Kilometre Array.
KAT-7 est le premier radiotélescope à être construit avec un réflecteur composite et utilisant une pompe Stirling (en) pour le refroidissement cryogénique à 75 K. Le télescope a été construit pour tester différents systèmes pour le réseau MeerKAT, les corrélateurs ROACH conçus et fabriqués au Cap, maintenant utilisés par différents télescopes au niveau international et des techniques de construction composite.